# Lima (modeltrein)

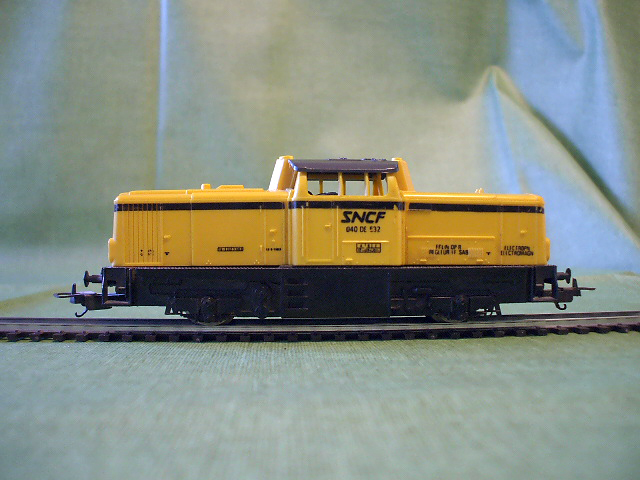
SNCF Diesellocomotief (fantasiemodel naar Duitse V100).

Lima is een Italiaans bedrijf dat modeltreinen produceert. Het is overgenomen door het Engelse Hornby Railways. Lima zelf had al het Franse modelbouwbedrijf Jouef overgenomen.
Lima staat bekend om het maken van modellen van vele Nederlandse treinen, waaronder de Regiorunner (IRM), Hondekop, een dubbeldekstrein passend bij een motorrijtuig (mDDM) van het merk Rivarossi, de NS 1200, de NS 1300 en de Koploper.
Net als Jouef waren modeltreinen van Lima aanvankelijk vooral populair als speelgoed voor de wat oudere kinderen, of voor modelbouwers die (al dan niet door een te klein budget) weinig eisen stelden aan detaillering en goede loopeigenschappen. Bij de huidige modellen is er veel verbeterd. Bij locomotieven met draaistellen is de lawaaierige rondmotor in slechts één draaistel bij veel modellen vervangen door een middenmotor met cardanaandrijving op beide draaistellen.
De ondertussen verdwenen Australische firma Modeltorque bood rond 2008 een vervangmotor voor de klassieke rondmotor aan, met beduidend betere en stillere prestaties.
De winkelketen HEMA verkocht in de jaren zestig tot tachtig veel Lima-treinen, aanvankelijk onder de eigen merknaam Lucky Life.